# Bảo tàng Vùng Pisz ở Pisz
Bảo tàng Vùng Pisz ở Pisz (tiếng Ba Lan: Muzeum Ziemi Piskiej w Piszu) là một bảo tàng nằm bên trong tầng hầm của Tòa thị chính Pisz, tọa lạc tại số 7 Quảng trường Daszyńskiego, Pisz, Ba Lan.

## Lược sử hình thành
Lịch sử hình thành Bảo tàng bắt nguồn từ những năm trước Chiến tranh thế giới thứ hai với sự kiện một bảo tàng khu vực hoạt động trên gác mái của Tòa thị chính được đưa vào hoạt động vào năm 1901. Tuy nhiên, các bộ sưu tập của bảo tàng này không còn tồn tại sau chiến tranh vì bị phá hủy và phân tán.
Năm 1969, Bảo tàng Vùng Pisz ở Pisz được thành lập theo khởi xướng của Trung tâm Văn hóa Huyện và Hiệp hội những người yêu thích vùng đất Pisz. Trụ sở đầu tiên của Bảo tàng là nhà kho được xây dựng trước chiến tranh của nhà máy bia địa phương Baszta. Trong giai đoạn 1975-1985, Bảo tàng Vùng Pisz ở Pisz hoạt động như một chi nhánh của Bảo tàng Huyện ở Suwałki. Năm 1985, Bảo tàng trở thành một tổ chức độc lập và các bộ sưu tập của Bảo tàng được chuyển đến Tòa thị chính.

## Triển lãm
Bảo tàng Vùng Pisz ở Pisz có các triển lãm thường trực thuộc một só nội dung sau:
- thiên nhiên: hệ động thực vật Masurian, hóa thạch, và các thứ khác
- lịch sử: các phát hiện khảo cổ (hiện vât lâu đời nhất có niên đại thế kỷ 10 trước Công nguyên), nhiều bản in và tài liệu cũ, quân đội, đồ nội thất cổ và ảnh cũ của thành phố và khu vực lân cận
- dân tộc học: văn hóa dân gian địa phương

## Giờ mở cửa
Bảo tàng Vùng Pisz ở Pisz hoạt động quanh năm, mở cửa tất cả các ngày trong tuần trừ thứ Hai và những ngày sau ngày nghỉ lễ, từ 8.00 đến 15.00.